# Biplex
Genre
Biplex est un genre de gastéropodes de la famille des Cymatiidae.

## Systématique
Ce genre est désormais considéré comme invalide par le WoRMS qui lui préfère le genre Gyrineum Link, 1807.

## Liste des espèces
Selon World Register of Marine Species (10 juin 2015) :
- Biplex aculeata (Schepman, 1909)
- Biplex bozzettii Beu, 1998
- Biplex perca Perry, 1811
- Biplex pulchella (G. B. Sowerby I, 1825)